# Osvald Ferenc
Osvald Ferenc, olykor Oswald Ferenc formában is (Esztergom, 1790. november 7. – Nagyvárad, 1856. augusztus 14.) teológiai doktor, főesperes-apát és egyetemi tanár.

## Élete
A gimnáziumot szülővárosában 1806-ban végezte, a bölcseletet 1806-1807-ben Pesten az egyetemen hallgatta, a teológiát 1808-1809-ben mint növendékpap Nagyszombatban és 1809-től a Pázmány-intézetben és a bécsi egyetemen végezte. 1813. augusztus 8-án szenteltetett föl. 
Öt évig káplán volt. 1818-ban a pesti központi papnevelőben tanulmányi felügyelő lett és 1819. szeptember 5-én teológiai doktorrá avatták. 1823. január 10-én a pesti egyetemen (miután előbb helyettes tanár volt) a dogmatika rendes tanárává neveztetett ki és ezen állomásán 1846. július végéig működött. Ezen idő alatt ötször a teológiai kar dékánja és 1840-ben rektora volt. 
1846 augusztusában nagyváradi kanonokká és 1847 augusztusában az ottani akadémia prodirektorává, 1849-1850-ben igazgatójává, 1850-ben tankerületi császári és király iskolai tanácsossá, 1851-ben ugyanazon tankerület iskolai felügyelőjévé nevezték ki. Esztergom vármegye táblabírája is volt. 1852-ben krasznai főesperes és apát lett.
Egyházi beszéde van a Pázmány Füzetekben (Pest, 1859. IV. 1.).

## Munkái
- Oratio, qua adm. rev. ac clar. quondam domino Josepho Godinger archidioecesis Strigoniensis presbytero…. pridie nonas Octobris 1831. pie in domino defuncto suprema justa persolvit…. in palatio r. universitatis majore pridie nonas augusti 1832. Budae.
- Oratio in anniversaria solennitate instauratae regiae scientiarum universitatis Hungaricae die VII. Calendas Julii 1840. Pesthini in palatio majore ejusdem regiae universitatis dicta. Budae, 1840.

Szerkesztette és kiadta az Egyházi Folyóírást 1833-tól 1834. februárig Pesten.